# John Reynolds (Astronom)

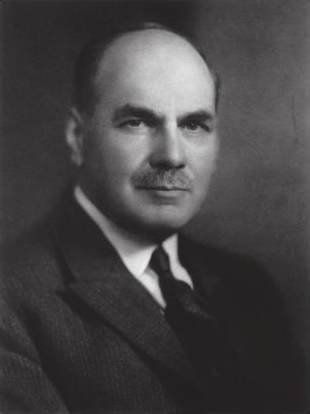
John Henry Reynolds (1874–1949)

John Henry Reynolds (1874–1949) war ein britischer Astronom und von 1935 bis 1937 Präsident der Royal Astronomical Society. Sein Arbeitsgebiet war die Klassifikation von Sternen.
John Reynolds war der Sohn von Alfred John Reynolds, zeitweise Lord Mayor von Birmingham und Inhaber einer Firma, die Nägel in einem Schnittverfahren herstellte. Als Amateur wurde er  im Jahr 1899, im Alter von 25 zum Mitglied der Royal Astronomical Society gewählt. Im Jahr 1907 finanzierte er den Bau des 30-Zoll-Spiegelteleskops in Helwan, Ägypten, dem ersten größeren Teleskop zur Studie des südlicheren Himmels. Er baute zudem eigenhändig ein 28-Zoll-Teleskop in Birmingham.

## Belege
1. ↑  
Martin Johnson: John Henry Reynolds. In: Monthly Notices of the Royal Astronomical Society. 110. Jahrgang, Nr. 2, 1950, S. 131–133, doi:10.1093/mnras/110.2.131a, bibcode:1950MNRAS.110..131J (harvard.edu [abgerufen am 18. November 2015]).
2. ↑  
Harold Knox-Shaw: John Henry Reynolds. In: The Observatory. 70. Jahrgang, Nr. 854, 1950, S. 30–31, bibcode:1950Obs....70...30. (harvard.edu [abgerufen am 18. November 2015]).
3. ↑  
Past RAS Presidents. Royal Astronomical Society, abgerufen am 30. Januar 2011.
4. ↑  Local History. In: Mayors of Birmingham 1838–1895. Lord Mayors 1896–1975. Newman University College, archiviert vom Original am 17. März 2012; abgerufen am 30. Januar 2011.
5. ↑  
David Block, Ken Freeman: Shrouds of the night: masks of the Milky Way and our awesome new view of galaxies. Springer Science+Business Media, 2008, ISBN 978-0-387-78974-3, S. 185 (google.com).
6. ↑  
David Block, Ken Freeman: Shrouds of the night: masks of the Milky Way and our awesome new view of galaxies. Springer Science+Business Media, 2008, ISBN 978-0-387-78974-3, S. 187 (google.com).
7. ↑  
David Block, Ken Freeman: Shrouds of the night: masks of the Milky Way and our awesome new view of galaxies. Springer Science+Business Media, 2008, ISBN 978-0-387-78974-3, S. 211 (google.com).

| Personendaten    | Personendaten                                                 |
| ---------------- | ------------------------------------------------------------- |
| NAME             | Reynolds, John                                                |
| ALTERNATIVNAMEN  | Reynolds, John Henry (vollständiger Name)                     |
| KURZBESCHREIBUNG | britischer Astronom, Präsident der Royal Astronomical Society |
| GEBURTSDATUM     | 1874                                                          |
| STERBEDATUM      | 1949                                                          |